# Lista de segundas-damas e segundos-cavalheiros dos Estados Unidos
Está é uma lista que engloba todas as pessoas que assumiram a posição de segunda-dama ou segundo-cavalheiro dos Estados Unidos. O título é atribuído ao cônjuge do vice-presidente dos Estados Unidos no curso do seu mandato.
O termo surgiu como "segunda-dama", cunhado em contraste com "primeira-dama", e pode ter sido usado pela primeira vez por Jennie Tuttle Hobart, cujo marido, Garret Hobart, foi vice-presidente de 1897 a 1899.
Quinze segundas-damas se tornaram primeiras-damas por conta da eleição de seus maridos como presidentes. A primeira a fazer isso foi Abigail Adams, casada com John Adams, primeiro vice-presidente, de 1789 a 1797, e depois o segundo presidente, de 1797 a 1801. A última a fazer isso foi Jill Biden, casada com Joe Biden que foi o 47.º vice-presidente, de 2009 a 2017, e depois o 46.º presidente, estando no cargo desde 20 de janeiro de 2021.
A atual segunda-dama é Usha Vance desde 20 de janeiro de 2025. Ela é casado com J. D. Vance, 50.° e atual vice-presidente dos Estados Unidos.
Existem cinco ex-segundas-damas vivas: Marilyn Quayle, esposa de Dan Quayle; Tipper Gore, separada de Al Gore; Lynne Cheney, esposa de Dick Cheney; Jill Biden, esposa de Joe Biden; e Karen Pence, esposa de Mike Pence. E existe um ex-segundo-cavalheiro vivo: Douglas Emhoff, marido de Kamala Harris.
Com a posse de Biden em janeiro de 2021, Jill Biden se tornou a primeira-dama dos Estados Unidos e o esposo de Kamala Harris, Doug Emhoff, se tornou o primeiro segundo-cavalheiro do país.

## Lista de segundas-damas e cavalheiros dos Estados Unidos
| Segunda-dama e segundo-cavalheiro | Segunda-dama e segundo-cavalheiro | Segunda-dama e segundo-cavalheiro        | Período na Rotatória do Observatório Número Um | Período na Rotatória do Observatório Número Um | Vice-presidente        | Período como Primeira-dama |
| --------------------------------- | --------------------------------- | ---------------------------------------- | ---------------------------------------------- | ---------------------------------------------- | ---------------------- | -------------------------- |
| 1                                 |                                   | Abigail Adams                            | 21 de abril de 1789                            | 4 de março de 1797                             | John Adams             | 1797–1801                  |
| Vago; vice-presidente viúvo       | Vago; vice-presidente viúvo       | Vago; vice-presidente viúvo              | 4 de março de 1797                             | 4 de março de 1801                             | Thomas Jefferson       |                            |
| Vago; vice-presidente viúvo       | Vago; vice-presidente viúvo       | Vago; vice-presidente viúvo              | 4 de março de 1801                             | 4 de março de 1805                             | Aaron Burr             |                            |
| Vago; vice-presidente viúvo       | Vago; vice-presidente viúvo       | Vago; vice-presidente viúvo              | 4 de março de 1805                             | 20 de abril de 1812                            | George Clinton         |                            |
| Vago; sem vice-presidente         | Vago; sem vice-presidente         | Vago; sem vice-presidente                | 20 de abril de 1812                            | 4 de março de 1813                             | nenhum                 |                            |
| 2                                 |                                   | Ann Gerry                                | 4 de março de 1813                             | 23 de novembro de 1814                         | Elbridge Gerry         |                            |
| Vago; sem vice-presidente         | Vago; sem vice-presidente         | Vago; sem vice-presidente                | 23 de novembro de 1814                         | 4 de março de 1817                             | nenhum                 |                            |
| 3                                 |                                   | Hannah Tompkins                          | 4 de março de 1817                             | 4 de março de 1825                             | Daniel D. Tompkins     |                            |
| 4                                 |                                   | Floride Colhoun                          | 4 de março de 1825                             | 28 de dezembro de 1832                         | John C. Calhoun        |                            |
| Vago; sem vice-presidente         | Vago; sem vice-presidente         | Vago; sem vice-presidente                | 28 de dezembro de 1832                         | 4 de março de 1833                             | nenhum                 |                            |
| Vago; vice-presidente viúvo       | Vago; vice-presidente viúvo       | Vago; vice-presidente viúvo              | 4 de março de 1833                             | 4 de março de 1837                             | Martin Van Buren       |                            |
| Vago; vice-presidente solteiro    | Vago; vice-presidente solteiro    | Vago; vice-presidente solteiro           | 4 de março de 1837                             | 4 de março de 1841                             | Richard Mentor Johnson |                            |
| 5                                 |                                   | Letitia Tyler                            | 4 de março de 1841                             | 4 de abril de 1841                             | John Tyler             | 1841–1842                  |
| Vago; sem vice-presidente         | Vago; sem vice-presidente         | Vago; sem vice-presidente                | 4 de abril de 1841                             | 4 de março de 1845                             | nenhum                 |                            |
| 6                                 |                                   | Sophia Dallas                            | 4 de março de 1845                             | 4 de março de 1849                             | George M. Dallas       |                            |
| 7                                 |                                   | Abigail Fillmore                         | 4 de março de 1849                             | 9 de junho de 1850                             | Millard Fillmore       | 1850–1853                  |
| Vago; sem vice-presidente         | Vago; sem vice-presidente         | Vago; sem vice-presidente                | 9 de junho de 1850                             | 4 de março de 1853                             | nenhum                 |                            |
| Vago; vice-presidente solteiro    | Vago; vice-presidente solteiro    | Vago; vice-presidente solteiro           | 4 de março de 1853                             | 18 de abril de 1853                            | William R. King        |                            |
| Vago; sem vice-presidente         | Vago; sem vice-presidente         | Vago; sem vice-presidente                | 18 de abril de 1853                            | 4 de março de 1857                             | nenhum                 |                            |
| 8                                 |                                   | Mary Breckinridge                        | 4 de março de 1857                             | 4 de março de 1861                             | John C. Breckinridge   |                            |
| 9                                 |                                   | Ellen Hamlin                             | 4 de março de 1861                             | 4 de março de 1865                             | Hannibal Hamlin        |                            |
| 10                                |                                   | Eliza Johnson                            | 4 de março de 1865                             | 15 de abril de 1865                            | Andrew Johnson         | 1865–1869                  |
| Vago; sem vice-presidente         | Vago; sem vice-presidente         | Vago; sem vice-presidente                | 15 de abril de 1865                            | 4 de março de 1869                             | nenhum                 |                            |
| 11                                |                                   | Ellen Colfax                             | 4 de março de 1869                             | 4 de março de 1873                             | Schuyler Colfax        |                            |
| Vago; vice-presidente viúvo       | Vago; vice-presidente viúvo       | Vago; vice-presidente viúvo              | 4 de março de 1873                             | 22 de novembro de 1875                         | Henry Wilson           |                            |
| Vago; sem vice-presidente         | Vago; sem vice-presidente         | Vago; sem vice-presidente                | 22 de novembro de 1975                         | 4 de março de 1877                             | nenhum                 |                            |
| Vago; vice-presidente viúvo       | Vago; vice-presidente viúvo       | Vago; vice-presidente viúvo              | 4 de março de 1877                             | 4 de março de 1881                             | William A. Wheeler     |                            |
| Vago; vice-presidente viúvo       | Vago; vice-presidente viúvo       | Vago; vice-presidente viúvo              | 4 de março de 1881                             | 19 de setembro de 1881                         | Chester A. Arthur      |                            |
| Vago; sem vice-presidente         | Vago; sem vice-presidente         | Vago; sem vice-presidente                | 19 de setembro de 1881                         | 4 de março de 1885                             | nenhum                 |                            |
| 12                                |                                   | Eliza Hendricks                          | 4 de março de 1885                             | 25 de novembro de 1885                         | Thomas A. Hendricks    |                            |
| Vago; sem vice-presidente         | Vago; sem vice-presidente         | Vago; sem vice-presidente                | 25 de novembro de 1885                         | 4 de março de 1889                             | nenhum                 |                            |
| 13                                |                                   | Anna Morton                              | 4 de março de 1889                             | 4 de março de 1893                             | Levi P. Morton         |                            |
| 14                                |                                   | Letitia Stevenson                        | 4 de março de 1893                             | 4 de março de 1897                             | Adlai Stevenson I      |                            |
| 15                                |                                   | Jennie Hobart                            | 4 de março de 1897                             | 21 de novembro de 1899                         | Garret Hobart          |                            |
| Vago; sem vice-presidente         | Vago; sem vice-presidente         | Vago; sem vice-presidente                | 21 de novembro de 1899                         | 4 de março de 1901                             | nenhum                 |                            |
| 16                                |                                   | Edith Roosevelt                          | 4 de março de 1901                             | 14 de setembro de 1901                         | Theodore Roosevelt     | 1901–1909                  |
| Vago; sem vice-presidente         | Vago; sem vice-presidente         | Vago; sem vice-presidente                | 14 de setembro de 1901                         | 4 de março de 1905                             | nenhum                 |                            |
| 17                                |                                   | Cornelia Fairbanks                       | 4 de março de 1905                             | 4 de março de 1909                             | Charles W. Fairbanks   |                            |
| 18                                |                                   | Carrie Sherman                           | 4 de março de 1909                             | 30 de outubro de 1912                          | James S. Sherman       |                            |
| Vago; sem vice-presidente         | Vago; sem vice-presidente         | Vago; sem vice-presidente                | 30 de outubro de 1912                          | 4 de março de 1913                             | nenhum                 |                            |
| 19                                |                                   | Lois Marshall                            | 4 de março de 1913                             | 4 de março de 1921                             | Thomas R. Marshall     |                            |
| 20                                |                                   | Grace Coolidge                           | 4 de março de 1921                             | 2 de agosto de 1923                            | Calvin Coolidge        | 1923–1929                  |
| Vago; sem vice-presidente         | Vago; sem vice-presidente         | Vago; sem vice-presidente                | 2 de agosto de 1923                            | 4 de março de 1925                             | nenhum                 |                            |
| 21                                |                                   | Caro Dawes                               | 4 de março de 1925                             | 4 de março de 1929                             | Charles G. Dawes       |                            |
| Vago; vice-presidente viúvo       | Vago; vice-presidente viúvo       | Vago; vice-presidente viúvo              | 4 de março de 1929                             | 4 de março de 1933                             | Charles Curtis         |                            |
| 22                                |                                   | Mariette Garner                          | 4 de março de 1933                             | 20 de janeiro de 1941                          | John Nance Garner      |                            |
| 23                                |                                   | Ilo Wallace                              | 20 de janeiro de 1941                          | 20 de janeiro de 1945                          | Henry A. Wallace       |                            |
| 24                                |                                   | Bess Truman                              | 20 de janeiro de 1945                          | 12 de abril de 1945                            | Harry S. Truman        | 1945–1953                  |
| Vago; sem vice-presidente         | Vago; sem vice-presidente         | Vago; sem vice-presidente                | 12 de abril de 1945                            | 20 de janeiro de 1949                          | nenhum                 |                            |
| Vago; vice-presidente viúvo       | Vago; vice-presidente viúvo       | Vago; vice-presidente viúvo              | 20 de janeiro de 1949                          | 18 de novembro de 1949                         | Alben W. Barkley       |                            |
| 25                                |                                   | Jane Barkley                             | 18 de novembro de 1949                         | 20 de janeiro de 1953                          | Alben W. Barkley       |                            |
| 26                                |                                   | Pat Nixon                                | 20 de janeiro de 1953                          | 20 de janeiro de 1961                          | Richard Nixon          | 1969–1974                  |
| 27                                |                                   | Lady Bird Johnson                        | 20 de janeiro de 1961                          | 22 de novembro de 1963                         | Lyndon B. Johnson      | 1963–1969                  |
| Vago; sem vice-presidente         | Vago; sem vice-presidente         | Vago; sem vice-presidente                | 22 de novembro de 1963                         | 20 de janeiro de 1965                          | nenhum                 |                            |
| 28                                |                                   | Muriel Humphrey                          | 20 de janeiro de 1965                          | 20 de janeiro de 1969                          | Hubert Humphrey        |                            |
| 29                                |                                   | Judy Agnew                               | 20 de janeiro de 1969                          | 10 de outubro de 1973                          | Spiro Agnew            |                            |
| Vago; sem vice-presidente         | Vago; sem vice-presidente         | Vago; sem vice-presidente                | 10 de outubro de 1973                          | 6 de dezembro de 1973                          | nenhum                 |                            |
| 30                                |                                   | Betty Ford                               | 6 de dezembro de 1973                          | 9 de agosto de 1974                            | Gerald Ford            | 1974–1977                  |
| Vago; sem vice-presidente         | Vago; sem vice-presidente         | Vago; sem vice-presidente                | 9 de agosto de 1974                            | 19 de dezembro de 1974                         | nenhum                 |                            |
| 31                                |                                   | Happy Rockefeller                        | 19 de dezembro de 1974                         | 20 de janeiro de 1977                          | Nelson Rockefeller     |                            |
| 32                                |                                   | Joan Mondale                             | 20 de janeiro de 1977                          | 20 de janeiro de 1981                          | Walter Mondale         |                            |
| 33                                |                                   | Barbara Bush                             | 20 de janeiro de 1981                          | 20 de janeiro de 1989                          | George H. W. Bush      | 1989–1993                  |
| 34                                |                                   | Marilyn Quayle                           | 20 de janeiro de 1989                          | 20 de janeiro de 1993                          | Dan Quayle             |                            |
| 35                                |                                   | Tipper Gore                              | 20 de janeiro de 1993                          | 20 de janeiro de 2001                          | Al Gore                |                            |
| 36                                |                                   | Lynne Cheney                             | 20 de janeiro de 2001                          | 20 de janeiro de 2009                          | Dick Cheney            |                            |
| 37                                |                                   | Jill Biden                               | 20 de janeiro de 2009                          | 20 de janeiro de 2017                          | Joe Biden              | 2021–2025                  |
| 38                                |                                   | Karen Pence                              | 20 de janeiro de 2017                          | 20 de janeiro de 2021                          | Mike Pence             |                            |
|                                   |                                   |                                          |                                                |                                                |                        |                            |
| 1                                 |                                   | Douglas Emhoff (como segundo-cavalheiro) | 20 de janeiro de 2021                          | 20 de janeiro de 2025                          | Kamala Harris          |                            |
|                                   |                                   |                                          |                                                |                                                |                        |                            |
| 39                                |                                   | Usha Vance                               | 20 de janeiro de 2025                          | em exercício                                   | J. D. Vance            |                            |